# 聖羅莎德比特沃 (博亞卡省)

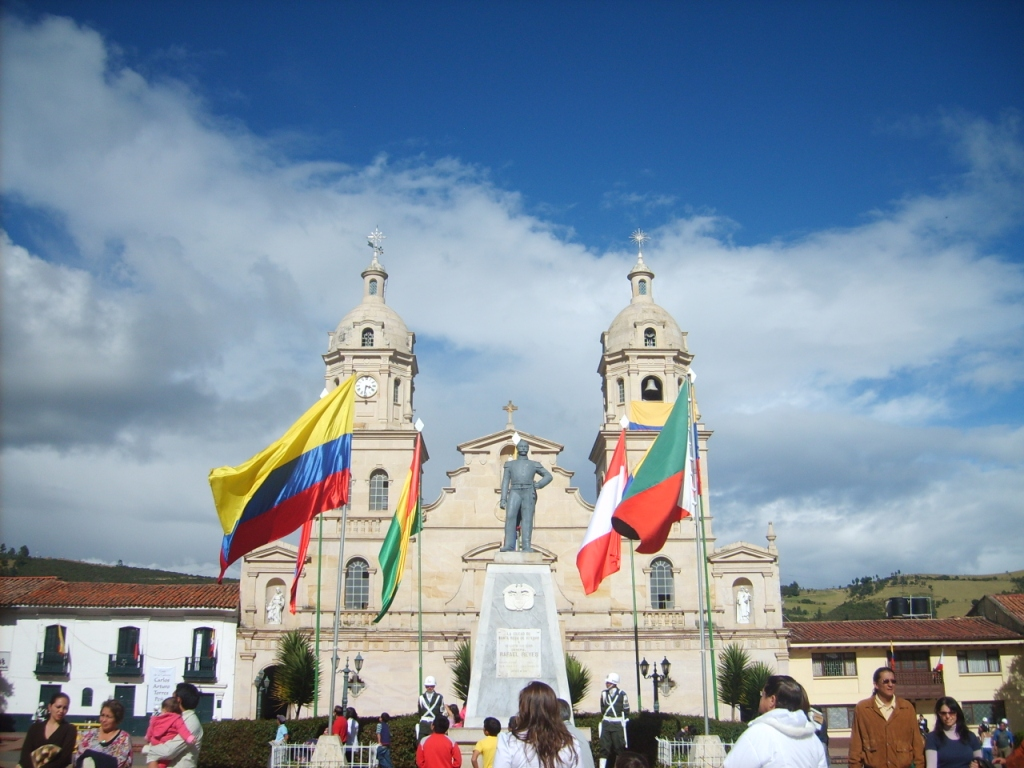

聖羅莎德比特沃是哥倫比亞的城鎮，位於該國東北部，由博亞卡省負責管轄，距離首府通哈67公里，始建於1690年5月19日，面積107平方公里，海拔高度2,957米，2005年人口11,821。
5°53′N 72°59′W / 5.883°N 72.983°W